# 아스게이르 시구르빈손
아스게이르 "시기" 시구르빈손(아이슬란드어: Ásgeir "Sigi" Sigurvinsson, 1955년 5월 8일 ~ )은 아이슬란드의 전직 축구 선수 겸 현직 축구 감독이다.
아이슬란드의 축구 클럽에서 활동했으며 1973년 벨기에의 스탕다르 리에주로 이적했다. 1973년부터 1981년까지 249경기에 출전하여 57득점을 기록했고 1980-81 시즌에서는 팀의 벨기에 컵 우승에 공헌했다. 1981년부터 1982년까지 FC 바이에른 뮌헨 소속으로 활동했으며 1982년 VfB 슈투트가르트로 이적했다. 1984년에는 분데스리가에서 팀의 우승에 기여했고 211경기에 출전, 39득점을 기록했다. 1990년 현역 은퇴한 이후 3년 동안 슈투트가르트 스카우트로 활동했으며 1993년 4월부터 11월까지는 아이슬란드의 축구 클럽인 프람의 감독을 맡았다.
2003년 아이슬란드 축구 협회로부터 UEFA 주빌리 어워드 수상자로 선정되었다.